# 닐 숀
닐 숀(영어: Neal Schon, 1954년 2월 27일 ~ )은 미국의 록 기타리스트, 작곡가, 보컬리스트로, 밴드 저니와 배드 잉글리시에서 활동한 것으로 가장 잘 알려져 있다. 그는 저니를 결성하기 전에 록 밴드 산타나의 멤버였고, 또한 하드라인의 원래 멤버였다.
숀은 2013년 8월 23일 오클라호마 뮤직 명예의 전당에 헌액되었고, 2017년 4월 7일 로큰롤 명예의 전당에 헌액되었다.

## 개인 생활
2011년 9월, 숀은 공개적으로 미셸 살라히와 사귀고 있음을 확인하였다. 두 사람은 1990년대에 몇 년 전에 데이트를 했고 함께 매우 행복했다고 말했다.
2012년 10월 14일, 숀은 메릴랜드주 볼티모어의 리릭 오페라 하우스에서 열린 자선 콘서트에서 그녀에게 타원형의 11.42 캐럿 다이아몬드 약혼 반지를 제공하면서 살라히에게 무대에 청혼했다.
이 커플은 2013년 12월 15일 캘리포니아주 샌프란시스코의 미술 궁전에서 열린 생방송 결혼식에서 결혼식을 올렸다. 결혼은 숀의 다섯 번째이자 살라히의 두 번째 결혼이다.
숀은 광범위한 순회공연을 한 음악가들에게서 공통적으로 귀에서 끊임없이 울리는 이명을 가지고 있다는 것을 확인했다.

## 음반 목록

### 솔로 음반
- Late Nite (1989)
- Beyond the Thunder (1995)
- Electric World (1997)
- Piranha Blues (1999)
- Voice (2001)
- I on U (2005)
- The Calling (2012)
- So U (2014)
- Vortex (2015)
- Universe (2020)

### 산타나
- Santana III (1971)
- Caravanserai (1972)
- Santana IV (2016)

### 저니
- Journey (1975)
- Look into the Future (1976)
- Next (1977)
- Infinity (1978)
- Evolution (1979)
- Departure (1980)
- Escape (1981)
- Frontiers (1983)
- Raised on Radio (1986)
- Trial by Fire (1996)
- Arrival (2001)
- Generations (2005)
- Revelation (2008)
- Eclipse (2011)